# East Hope Group
Die East Hope Group (offiziell East Hope Group Co Limited) zählt zu den zehn größten Aluminiumproduzenten der Welt und ist außerdem in den Bereichen grüne Energie, Polysilizium und Agrarwirtschaft tätig. Sie hat ihren Sitz in Shanghai, China.

## Geschichte
Ende der 1970er Jahre wagten Liu Yongxing und seine Brüder den Schritt in die Elektronikbranche. Sie gründeten ein Unternehmen, das jedoch aufgrund des politischen Klimas, das solche Unternehmen als zu kapitalistisch ansah, schließlich geschlossen wurde. Unbeirrt wandten sich die Brüder 1982 der Agrarwirtschaft zu und gründeten mit vereinten Kräften die Hope Group. Das Unternehmen konzentrierte sich zunächst auf die Wachtel- und Hühnerzucht in der Provinz Sichuan und gründete 1986 das Hope Research Center für Tierfutter.
1995 spaltete sich die Hope Group in vier separate Unternehmen auf: West Hope Group, New Hope Group, Continental Hope Group und East Hope Group. Liu Yongxing behielt Teile des Agrargeschäfts und expandierte in die Schwerchemie- und Aluminiumindustrie. Dies führte zur Gründung der East Hope Group, die sich zu einem der größten Aluminiumproduzenten der Welt entwickelte. Bis 1999 verlegte Liu den Hauptsitz von East Hope nach Shanghai.

## Geschäftsbereiche

### Agrarwirtschaft
Die East Hope Group verfügt über 101 Tochtergesellschaften, die in der Tierfutterproduktion tätig sind und für mehrere beliebte Marken wie East Hope, Golden Bean und Qiangda verantwortlich sind. Neben China ist die East Hope Group auch in Vietnam, Singapur, Indonesien und Kambodscha aktiv.

### Aluminiumproduktion
East Hope ist einer der größten Produzenten von Aluminium weltweit.
Im Jahr 2025 Traf sich Kasachstans Premierminister Olzhas Bektenov mit Liu Yongxing, dem Vorstandsvorsitzenden der East Hope Group, um ein Projekt zur Errichtung eines vertikal integrierten Industrieparks für die Produktion von „grünem“ Aluminium in Kasachstan zu besprechen. Das geplante Projekt umfasst den gesamten Produktionszyklus von „grünem“ Aluminium, von der Rohstoffgewinnung bis zur Weiterverarbeitung hochwertiger Materialien. Die erste Phase umfasst den Bau einer Erzaufbereitungsanlage mit einer jährlichen Verarbeitungskapazität von zwei Millionen Tonnen Aluminiumoxid sowie einer Elektrolyseanlage zur Produktion von einer Million Tonnen Aluminium pro Jahr. Das Projektvolumen wird auf über 12 Milliarden USD geschätzt.